# ネーションズプライド
ネーションズプライド（Nations Pride）は、アイルランド生産・イギリス調教の競走馬である。主な勝ち鞍は2022年のサラトガダービー、2023年のバイエルンツフトレネン、カナディアンインターナショナルステークス、2024年のアーリントンミリオンステークス。

## 概要

### 2歳（2021年）
9月15日のグレートヤーマス競馬場の未勝利戦をウィリアム・ビュイックを背にデビューを果たして2着。10月4日のリングフィールドパーク競馬場の条件戦にて初勝利を挙げた。
その後は11月6日のチェルムスフォードシティ競馬場の条件戦をアダム・カービーを背に勝利を挙げて2連勝とした。

### 3歳（2022年）
2月25日のメイダン競馬場の条件戦をジェームズ・ドイルを背に勝利して3連勝。4月29日のニューマーケットステークス(L)ではビュイックを背に7馬身差の圧勝で4連勝とした。
その後は6月4日のダービーステークス(G1)に追加登録で出走。3番人気の支持を受けるもデザートクラウンの8着に敗れた。
7月9日のベルモントダービー(G1)ではランフランコ・デットーリを背に1番人気で出走。中団追走から迫るもクラシックコーズウェイに逃げ切られてしまい3/4馬身差の2着に敗れた。
8月6日のサラトガダービー(G1)は鞍上ビュイックで1番人気で出走。逃げ馬の後ろの3番手を確保すると、直線半ばのところから力強く抜け出して勝利。2着のアナポリスに1馬身3/4差を付ける快勝でG1初制覇を果たした。
9月17日のジョッキークラブダービー(G3)では鞍上にデットーリを迎えて1番人気で出走。内埒沿いの3番手の維持から突き抜けて6馬身1/4差の圧勝。アメリカ芝二冠を制した。
その後は鞍上ビュイックで11月5日のブリーダーズカップ・ターフ(G1)に1番人気で出走するも、発馬で遅れてしまい僚馬レベルスロマンスの5着に敗れた。

### 4歳（2023年）
2月17日のドバイミレニアムステークス(G3)では3番手付近からの追走から直線で外から早めに先頭立って勝利。2着のザグレイに1.25馬身差を付けてG1馬の貫禄を見せた。
続いてドバイターフ(G1)にJRAオッズ7.2倍の4番人気で出走してロードノースの3着に敗れた。
7月30日のバイエルンツフトレネン(G1)では単勝オッズ2.8倍の2番人気で出走。外枠からハナを奪うと縦長となった馬群を牽引。そのまま直線に入るが脚色は衰えることなく、追い上げるファンタスティックムーンに3馬身差の快勝で2度目のG1制覇を挙げた。
10月8日のカナディアンインターナショナルステークス(G1)は1番人気の支持を受けて出走。逃げるロイヤルチャンピオンから離れた2番手を追走。直線に入ってもロイヤルチャンピオンは逃げ粘っていたが、残り半ハロンのところで指し切って2馬身1/4差の快勝。人気に応えて3度目のG1初制覇かつ3ヵ国G1制覇を果たした。
その後は12ハロンは最適ではないとブリーダーズカップ・ターフを回避して11月17日のバーレーンインターナショナルトロフィー(G2)に出走。先行競馬をするもスピリットダンサーの7着に敗れた。

### 5歳（2024年）
5月11日のマンノウォーステークス(G2)ではデットーリを背に圧倒的な人気を受けて、2番手から粘り込もうとするも3着に敗れた。
続く6月8日のマンハッタンステークス(G1)では5番人気で出走。5番手から馬群の外を回って迫るもメジャードタイムから2馬身差の2着に敗れた。
8月11日のアーリントンミリオンステークス(G1)ではビュイックを背に単勝オッズ2.0倍の1番人気で出走。スゴイが単騎の大逃げを打ってネーションズプライドは離れた3番手を追走。最後の直線で疲れたスゴイらをまとめて交わして先頭に立つと、追い縋るインテグレーションに1馬身3/4差を付けて勝利。人気に応えて4度目のG1制覇となった。
続いて11月15日のバーレーン国際トロフィー(G2)に出走するも11着に大敗してシーズンを終えた。

### 6歳  (2025年)
1月25日のペガサスワールドカップターフにて始動するも、9着に敗れた。
しかし、3月1日のシングスピールSでは最後の直線で抜け出すとそのまま後続勢の追撃を振り切ってゴールイン。前年8月のアーリントミリオン以来の勝利を飾った。

## 血統表
| ネーションズプライドの血統  | ネーションズプライドの血統               | ネーションズプライドの血統               | （血統表の出典）                         | （血統表の出典）    |
| 父系                        | サドラーズウェルズ系                     | サドラーズウェルズ系                     | サドラーズウェルズ系                     | [ § 2 ]             |
| 父 Teofilo 鹿毛 2004        | 父の父Galileo 鹿毛 1998                  | Sadler's Wells                           | Northern Dancer                          | Northern Dancer     |
| 父 Teofilo 鹿毛 2004        | 父の父Galileo 鹿毛 1998                  | Sadler's Wells                           | Fairy Bridge                             |                     |
| 父 Teofilo 鹿毛 2004        | 父の父Galileo 鹿毛 1998                  | Urban Sea                                | Miswaki                                  | Miswaki             |
| 父 Teofilo 鹿毛 2004        | 父の父Galileo 鹿毛 1998                  | Urban Sea                                | Allegretta                               |                     |
| 父 Teofilo 鹿毛 2004        | 父の母Khor Sheed 鹿毛 1998               | Danehill                                 | Danzig                                   | Danzig              |
| 父 Teofilo 鹿毛 2004        | 父の母Khor Sheed 鹿毛 1998               | Danehill                                 | Razyana                                  |                     |
| 父 Teofilo 鹿毛 2004        | 父の母Khor Sheed 鹿毛 1998               | Saviour                                  | Majestic Light                           | Majestic Light      |
| 父 Teofilo 鹿毛 2004        | 父の母Khor Sheed 鹿毛 1998               | Saviour                                  | Victorian Queen                          |                     |
| 母 Important Time 鹿毛 2011 | 母の父Oasis Dream 鹿毛 2000              | Green Desert                             | Danzig                                   | Danzig              |
| 母 Important Time 鹿毛 2011 | 母の父Oasis Dream 鹿毛 2000              | Green Desert                             | Foreign Courier                          |                     |
| 母 Important Time 鹿毛 2011 | 母の父Oasis Dream 鹿毛 2000              | Hope                                     | *ダンシングブレーヴ                      | *ダンシングブレーヴ |
| 母 Important Time 鹿毛 2011 | 母の父Oasis Dream 鹿毛 2000              | Hope                                     | Bahamian                                 |                     |
| 母 Important Time 鹿毛 2011 | 母の母Satwa Queen 栗毛 2002              | Muhtathir                                | Elmaamul                                 | Elmaamul            |
| 母 Important Time 鹿毛 2011 | 母の母Satwa Queen 栗毛 2002              | Muhtathir                                | Majmu                                    |                     |
| 母 Important Time 鹿毛 2011 | 母の母Satwa Queen 栗毛 2002              | Tolga                                    | Irish River                              | Irish River         |
| 母 Important Time 鹿毛 2011 | 母の母Satwa Queen 栗毛 2002              | Tolga                                    | Light of Realm                           |                     |
| 母系(F-No.)                 | Fair Helen(FN:10号族)                    | Fair Helen(FN:10号族)                    | Fair Helen(FN:10号族)                    | [ § 3 ]             |
| 5代内の近親交配             | Northern Dancer：S4×S5×M5、Danzig：S4×M4 | Northern Dancer：S4×S5×M5、Danzig：S4×M4 | Northern Dancer：S4×S5×M5、Danzig：S4×M4 | [ § 4 ]             |
| 出典                        | 1. 2. 3. 4.                              | 1. 2. 3. 4.                              | 1. 2. 3. 4.                              | 1. 2. 3. 4.         |